# Rue Arthur-Ranc
La rue Arthur-Ranc est une voie du 18e arrondissement de Paris, en France.

## Situation et accès
La rue Arthur-Ranc est une voie publique située dans le 18e arrondissement de Paris. Elle débute au 166, boulevard Ney et se termine au 13, rue Henri-Huchard.

## Origine du nom
Cette rue porte le nom d'Arthur Ranc (1831-1908), écrivain et homme politique.

## Historique
Cette rue est ouverte et prend sa dénomination actuelle en 1928 sur l'emplacement du bastion no 38 de l'enceinte de Thiers. 